# Zagovor pravic ženske
Zagovor pravic ženske (angleško: A Vindication of the Rights of Woman) je knjiga, ki jo je Mary Wollstonecraft napisala leta 1792 in je eno prvih del, ki obravnava »žensko vprašanje.« Knjiga je vplivala na feministke v Veliki Britaniji in v ZDA, v glavnem so se od nje distancirale zaradi kontroverznega življenja avtorice. Nekatere od glavnih tem so izobrazba deklet, spremenjena vloga ženske v družbi, potreba po socialni enakosti med spoloma in pravica žensk do dela.
Knjigo je v slovenščino prevedel Borut Cajnko leta 1993 (COBISS).